# Арвидссон, Барбро
Ба́рбро А́рвидссон (швед. Barbro Arfwidsson; род. 20 сентября 1932) — шведская кёрлингистка.
В составе женской сборной Швеции участник двух чемпионатов мира (лучший результат — бронзовые призёры в 1986) и двух чемпионатов Европы (лучший результат — чемпионы в 1978). Двукратная чемпионка Швеции среди женщин.
Играла на позициях третьего и первого.

## Достижения
- Чемпионат мира по кёрлингу среди женщин: бронза (1986).
- Чемпионат Европы по кёрлингу: золото (1978).
- Чемпионат Швеции по кёрлингу среди женщин: золото (1978, 1985)[2].

## Команды
| Сезон   | Четвёртый      | Третий           | Второй             | Первый           | Турниры                      |
| ------- | -------------- | ---------------- | ------------------ | ---------------- | ---------------------------- |
| 1977—78 | Инга Арвидссон | Барбро Арвидссон | Ингрид Аппельквист | Гунвор Бьёрхелль | ЧШЖ 1978                     |
| 1978—79 | Инга Арвидссон | Барбро Арвидссон | Ингрид Аппельквист | Гунвор Бьёрхелль | ЧЕ 1978                      |
| 1984—85 | Мод Нордландер | Инга Арвидссон   | Ульрика Окерберг   | Барбро Арвидссон | ЧШЖ 1985 · ЧМ 1985 (4 место) |
| 1985—86 | Мод Нордландер | Инга Арвидссон   | Ульрика Окерберг   | Барбро Арвидссон | ЧЕ 1985 (5 место) · ЧМ 1986  |

(скипы выделены полужирным шрифтом)

## Частная жизнь
Из семьи кёрлингистов: её младшая сестра Инга играла в одной команде с Барбро, муж Барбро — кёрлингист Рольф Арвидссон, чемпион Швеции среди мужчин 1962 и скип мужской сборной Швеции, впервые принимавшей участие в чемпионате мира в 1962.